# 8.ª edición de los Crunchyroll Anime Awards
La 8.ª edición de los Crunchyroll Anime Awards se celebró el 2 de marzo de 2024 en el salón de banquetes principal del Grand Prince Hotel New Takanawa en Tokio, Japón. Fue presentado por Sally Amaki y Jon Kabira, quienes fueron los anfitriones de la ceremonia anterior. Los animes lanzados total o parcialmente entre octubre de 2022 y septiembre de 2023 son elegibles para esta edición. Esta edición cuenta con 32 categorías, la mayoría de las cuales se presentaron en la ceremonia anterior e incluyen premios de la industria a Mejor Cinematografía y Mejor Diseño de Personajes por primera vez, así como el regreso de Mejor Recuento de la Vida de 2018. Las categorías y la lista de jueces fueron reveladas el 5 de diciembre. Los nominados fueron revelados el primer día de votación pública, el 17 de enero. La votación se cerró el 27 de enero. Los presentadores de la ceremonia del 2 de marzo se anunciaron el 17 de enero e incluirán a la rapera estadounidense Megan Thee Stallion, la actriz canadiense Iman Vellani y la cantante japonesa LiSA, con el director ejecutivo de Sony Group Corporation, Kenichiro Yoshida, dando las palabras de apertura.

## Ganadores y nominados
Chainsaw Man recibió la mayor cantidad de nominaciones con 25, seguido de Jujutsu Kaisen con 17 y Oshi no Ko y Kimetsu no Yaiba con 12. Los contendientes al Anime del Año incluyen a los ganadores anteriores Jujutsu Kaisen, Shingeki no Kyojin y Kimetsu no Yaiba. MAPPA es el estudio de animación más representado, con cinco series nominadas en distintas categorías, incluido un récord de tres series para el primer premio. One Piece fue nominada nuevamente a Mejor Serie de Larga Duración después de haber ganado el premio anteriormente, junto con Shingeki no Kyojin y Kimetsu no Yaiba. Birdie Wing: Golf Girls' Story fue nominado nuevamente a Mejor Anime Original, mientras que Mejor Animación vio a los contendientes y ganadores anteriores Shingeki no Kyojin, Kimetsu no Yaiba, Jujutsu Kaisen y Mob Psycho 100. Akira Matsushima volvió a recibir una nominación a Mejor Diseño de Personajes por Kimetsu no Yaiba, tras ganarla en la pasada edición. Yūichirō Hayashi volvió a ser nominado a Mejor Director por su trabajo en Shingeki no Kyojin. Hiroyuki Sawano y Kohta Yamamoto fueron nominados nuevamente a Mejor Banda Sonora, junto con Yūki Kajiura y Go Shiina por Kimetsu no Yaiba. Atsumi Tanezaki y Yūki Kaji fueron nominados nuevamente a Mejor Interpretación de Voz (Japonés) por Anya Forger y Eren Jaeger respectivamente.
Entre las categorías de género, Spy × Family volvió a ser nominada a Mejor Comedia, y Shingeki no Kyojin, Jujutsu Kaisen y Kimetsu no Yaiba a Mejor Acción. Kimetsu no Yaiba también fue nominado nuevamente a Mejor Fantasía, junto con Mushoku Tensei: Isekai Ittara Honki Dasu y Ōsama Ranking. Shingeki no Kyojin también fue nominado nuevamente a Mejor Drama. Para las categorías de personajes, Eren Jaeger y Shigeo Kageyama fueron nominados nuevamente a Mejor Personaje Principal. Dos personajes de Jujutsu Kaisen, Satoru Gojō y Suguru Getō, fueron nominados a Mejor Personaje Secundario, mientras que Anya Forger de Spy × Family y Bojji de Ōsama Ranking fueron nominados nuevamente por el personaje de "Debe proteger a toda costa". Tres canciones de anime nominadas a Mejor Canción de Anime también fueron nominadas a Mejor Secuencia de Apertura: "Idol" de Yoasobi, "Kick Back" de Kenshi Yonezu y "Where Our Blue Is" de Tatsuya Kitani. Tanto el tema de apertura como el de cierre de Oshi no Ko, Jujutsu Kaisen, Chainsaw Man y Zom 100: Zombie ni Naru made ni Shitai 100 no Koto fueron nominados en sus respectivas categorías.
El programa comienza con un pre-show, donde se anunciaron los ganadores de las categorías de actuación de voz, secuencias apertura y cierre, cinematografía y categorías de género, excepto Mejor Romance y Mejor Anime de la Vida Diaria. El espectáculo principal se abrió con la interpretación del tema principal de los premios, compuesto por Hiroyuki Sawano. Se realizó una actuación orquestal con temas de apertura clásicos del anime. Shing02 interpretó "Battlecry" de Samurai Champloo y Yoasobi interpretó "Idol" después de ganar el premio a Mejor Canción de Anime. El premio al Anime del Año fue entregado por la rapera estadounidense Megan Thee Stallion.
Jujutsu Kaisen ganó 11 premios, incluido el de Anime del año, que ganó anteriormente en 2020, convirtiéndose en el primer anime en ganar el premio mayor dos veces. Su director, Shōta Goshozono, ganó el premio al Mejor Director. Además, la serie ganó el premio inaugural a la Mejor Cinematografía. Suzume ganó el premio a Mejor Película; el premio lo recibió su director Makoto Shinkai. One Piece y Kimetsu no Yaiba volvieron a ganar los premios a Mejor Serie de Larga Duración y Mejor Animación respectivamente. Kimetsu no Yaiba también ganó el premio inaugural a la Mejor Dirección de Arte. Chainsaw Man ganó el premio a Mejor Serie Nueva, mientras que Buddy Daddies ganó el premio a Mejor Anime Original. Jujutsu Kaisen, Kimetsu no Yaiba, Horimiya: Piece, Spy × Family, Bocchi the Rock! y Shingeki no Kyojin ganaron los premios del género a Mejor Acción, Mejor Fantasía, Mejor Romance, Mejor Comedia, Mejor Anime de la Vida Diaria y Mejor Drama respectivamente. Monkey D. Luffy de One Piece ganó el premio al Mejor Personaje Principal, mientras que Satoru Gojō de Jujutsu Kaisen ganó el premio al Mejor Personaje Secundario. Anya Forger volvió a ganar el premio al personaje "Debe proteger a toda costa". Mientras tanto, tanto la secuencia de apertura como la de cierre de Jujutsu Kaisen, "Where Our Blue Is" de Tatsuya Kitani y "Akari" de Soushi Sakiyama, ganaron los premios a Mejor Secuencia de Apertura y Mejor Secuencia de Cierre respectivamente. "Idol" de Yoasobi ganó el premio a Mejor Canción de Anime, mientras que Kohta Yamamoto y Hiroyuki Sawano ganaron el premio a Mejor Banda Sonora por su trabajo en el primer especial de la última temporada de Shingeki no Kyojin. Yūichi Nakamura ganó el premio a la Mejor Interpretación de Voz (Japonés) por su trabajo como Satoru Gojō en Jujutsu Kaisen.

### Categorías
Indica el ganador dentro de cada categoría, mostrado al principio y resaltado en negritas. A continuación se listan los nominados y ganadores de los Crunchyroll Anime Awards:
| Anime del Año - Jujutsu Kaisen (Temporada 2) — MAPPA - Bocchi the Rock! — CloverWorks - Chainsaw Man — MAPPA - Kimetsu no Yaiba: Katanakaji no Sato-hen — Ufotable - Oshi no Ko — Doga Kobo - Vinland Saga (Temporada 2) — MAPPA | Mejor Anime Original - Buddy Daddies — P.A. Works - Akiba Maid Sensō — P.A. Works - Birdie Wing: Golf Girls' Story (Temporada 2) — Bandai Namco Pictures - Do It Yourself!! — Pine Jam - Mobile Suit Gundam: The Witch from Mercury — Sunrise - The Marginal Service — 3Hz |
| Mejor Diseño de Personajes - Sayaka Koiso y Tadashi Hiramatsu, diseños originales de Gege Akutami — Jujutsu Kaisen (Temporada 2) - Kazutaka Sugiyama, diseños originales de Tatsuki Fujimoto — Chainsaw Man - Akira Matsushima, diseños originales de Koyoharu Gotouge — Kimetsu no Yaiba: Katanakaji no Sato-hen - Kouji Hisaki, diseños originales de Yūji Kaku — Jigokuraku - Kanna Hirayama, diseños originales de Mengo Yokoyari — Oshi no Ko - Kouji Tajima — Trigun Stampede | Mejor Animación - Kimetsu no Yaiba: Katanakaji no Sato-hen — Ufotable - Attack on Titan: The Final Season Part 3 (Especial 1) — MAPPA - Chainsaw Man — MAPPA - Jujutsu Kaisen (Temporada 2) — MAPPA - Mob Psycho 100 III — Bones - Trigun Stampede — Orange |
| Mejor Serie Nueva - Chainsaw Man — MAPPA - Bocchi the Rock! — CloverWorks - Tengoku Daimakyō — Production I.G - Jigokuraku — MAPPA - Oshi no Ko — Doga Kobo - Zom 100: Zombie ni Naru made ni Shitai 100 no Koto — BUG FILMS | Mejor Serie de Larga Duración - One Piece — Toei Animation - Attack on Titan: The Final Season Part 3 (Especial 1) — MAPPA - Kimetsu no Yaiba: Katanakaji no Sato-hen — Ufotable - Jujutsu Kaisen (Temporada 2) — MAPPA - Spy × Family (Temporada 1 Parte 2) — Wit Studio y CloverWorks - Vinland Saga (Temporada 2) — MAPPA |
| Mejor Secuencia de Apertura - "Where Our Blue Is" de Tatsuya Kitani, guionizada y dirigida por Yuki Kamiya — Jujutsu Kaisen (Temporada 2) - "Idol" de Yoasobi, guionizada y dirigida por Yusuke Yamamoto — Oshi no Ko - "Innocent Arrogance" de BiSH, guionizada y dirigida por Weilin Zhang — Tengoku Daimakyō - "Kick Back" de Kenshi Yonezu, guionizada y dirigida por Shingo Yamashita — Chainsaw Man - "Song of the Dead" de Kana-Boon, guionizada y dirigida por Kazuki Kawagoe — Zom 100: Zombie ni Naru made ni Shitai 100 no Koto - "Work" de Ringo Sheena, guionizada y dirigida por Kamata — Jigokuraku | Mejor Secuencia de Cierre - "Akari" de Soushi Sakiyama, guionizada y dirigida por Yojiro Arai — Jujutsu Kaisen (Temporada 2) - "Happiness of the Dead" de Shiyui, guionizada y dirigida por Hanako Ueda — Zom 100: Zombie ni Naru made ni Shitai 100 no Koto - "Hawatari Nioku Centi" de Maximum the Hormone, guionizada y dirigida por Yuki Kamiya — Chainsaw Man - "Koi Kogare" de Milet y Man with a Mission, guionizada y dirigida por Yuki Shimizu — Kimetsu no Yaiba: Katanakaji no Sato-hen - "Mephisto" de Queen Bee, guionizada y dirigida por Naoya Nakayama — Oshi no Ko - "Color" de Yama, guionizada y dirigida por Takayuki Hirao — Spy × Family (Temporada 1 Parte 2) |
| Mejor Canción de Anime - "Idol" por Yoasobi — Oshi no Ko - "Kick Back" por Kenshi Yonezu — Chainsaw Man - "Seishun Complex" por Kessoku Band — Bocchi the Rock! - "Suzume" por Radwimps — Suzume - "Where Our Blue Is" por Tatsuya Kitani — Jujutsu Kaisen (Temporada 2) - "Work" por Ringo Sheena y Millenium Parade — Jigokuraku | Mejor Banda Sonora - Hiroyuki Sawano y Kohta Yamamoto — Attack on Titan: The Final Season Part 3 (Especial 1) - Tomoki Kikuya — Bocchi the Rock! - Kensuke Ushio — Chainsaw Man - Yūki Kajiura y Go Shiina — Kimetsu no Yaiba: Katanakaji no Sato-hen - Takuro Iga — Oshi no Ko - Radwimps y Kazuma Jinnouchi — Suzume |
| Mejor Película - Suzume — CoMix Wave Films - Black Clover: Mahō Tei no Ken — Pierrot - Blue Giant — NUT - Kaguya-sama: Love is War -First Kiss wa Owaranai- — A-1 Pictures - Psycho-Pass Providence — Production I.G - The First Slam Dunk — Toei Animation y DandeLion Animation Studio | Mejor Director - Shota Goshozono – Jujutsu Kaisen (Temporada 2) - Yuichiro Hayashi – Attack on Titan: The Final Season Part 3 (Especial 1) - Keiichirō Saitō – Bocchi the Rock! - Ryū Nakayama – Chainsaw Man - Hirotaka Mori – Tengoku Daimakyō - Daisuke Hiramaki – Oshi no Ko |
| Mejor Cinematografía - Teppei Ito — Jujutsu Kaisen (Temporada 2) - Shigeki Asakawa — Attack on Titan: The Final Season Part 3 (Especial 1) - Teppei Ito — Chainsaw Man - Yuichi Terao — Kimetsu no Yaiba: Katanakaji no Sato-hen - Kentaro Waki — Tengoku Daimakyō - Hisashi Matsumuko y Yuki Kawashita — Vinland Saga (Temporada 2) | Mejor Dirección de Arte - Koji Eto — Kimetsu no Yaiba: Katanakaji no Sato-hen - Yusuke Takeda — Chainsaw Man - e-caesar — Jigokuraku - Junichi Higashi — Jujutsu Kaisen (Temporada 2) - Tetsuya Usami — Oshi no Ko - Taketo Gonpei — Zom 100: Zombie ni Naru made ni Shitai 100 no Koto |
| Mejor Personaje Principal - Monkey D. Luffy — One Piece - Hitori Gotoh (Bocchi) — Bocchi the Rock! - Denji — Chainsaw Man - Eren Jaeger — Attack on Titan: The Final Season Part 3 (Especial 1) - Shigeo Kageyama (Mob) — Mob Psycho 100 III - Thorfinn — Vinland Saga (Temporada 2) | Mejor Personaje Secundario - Satoru Gojō — Jujutsu Kaisen (Temporada 2) - Arataka Reigen — Mob Psycho 100 III - Hange Zoe — Attack on Titan: The Final Season Part 3 (Especial 1) - Kana Arima — Oshi no Ko - Power — Chainsaw Man - Suguru Getō — Jujutsu Kaisen (Temporada 2) |
| Personaje "Que Siempre Debemos Proteger" - Anya Forger — Spy × Family (Temporada 1 Parte 2) - Hitori Gotoh (Bocchi) — Bocchi the Rock! - Bojji — Ōsama Ranking: Yūki no Takarabako - Miri Unasaka — Buddy Daddies - Pochita — Chainsaw Man - Suletta Mercury — Mobile Suit Gundam: The Witch from Mercury | Mejor Acción - Jujutsu Kaisen (Temporada 2) — MAPPA - Attack on Titan: The Final Season Part 3 (Especial 1) — MAPPA - Bleach: Sennen Kessen-hen — Pierrot - Chainsaw Man — MAPPA - Kimetsu no Yaiba: Katanakaji no Sato-hen — Ufotable - One Piece — Toei Animation |
| Mejor Comedia - Spy × Family (Temporada 1 Parte 2) — Wit Studio y CloverWorks - Bocchi the Rock! — CloverWorks - Buddy Daddies — P.A. Works - Mashle — A-1 Pictures - Urusei Yatsura — David Production - Zom 100: Zombie ni Naru made ni Shitai 100 no Koto — BUG FILMS | Mejor Drama - Attack on Titan: The Final Season Part 3 (Especial 1) — MAPPA - Tengoku Daimakyō — Production I.G - Watashi no Shiawase na Kekkon — Kinema Citrus - Oshi no Ko — Doga Kobo - Fumetsu no Anata e (Temporada 2) — Drive - Vinland Saga (Temporada 2) — MAPPA |
| Mejor Fantasía - Kimetsu no Yaiba: Katanakaji no Sato-hen — Ufotable - Jigokuraku — MAPPA - Mashle — A-1 Pictures - Mushoku Tensei II: Isekai Ittara Honki Dasu — Studio Bind - Ōsama Ranking: Yūki no Takarabako — Wit Studio - Mahō Tsukai no Yome (Temporada 2) — Studio Kafka | Mejor Romance - Horimiya: Piece — CloverWorks - Kimi wa Hōkago Insomnia — Liden Films - Watashi no Shiawase na Kekkon — Kinema Citrus - Yamada-kun to Lv999 no Koi wo Suru — Madhouse - Skip to Loafer — P.A. Works - Tomo-chan wa Onnanoko! — Lay-duce |
| Mejor Anime de la Vida Diaria - Bocchi the Rock! — CloverWorks - Do It Yourself!! — Pine Jam - Horimiya: Piece — CloverWorks - Kimi wa Hōkago Insomnia — Liden Films - Yamada-kun to Lv999 no Koi wo Suru — Madhouse - Skip to Loafer — P.A. Works | Mejor Interpretación de Voz (Japonés) - Yūichi Nakamura como Satoru Gojō — Jujutsu Kaisen (Temporada 2) - Atsumi Tanezaki como Anya Forger — Spy × Family (Temporada 1 Parte 2) - Kikunosuke Toya como Denji — Chainsaw Man - Mayumi Tanaka como Monkey D. Luffy — One Piece - Yoshino Aoyama como Hitori Gotoh — Bocchi the Rock! - Yūki Kaji como Eren Jaeger — Attack on Titan: The Final Season Part 3 (Especial 1) |
| Mejor Interpretación de Voz (Inglés) - Ryan Colt Levy como Denji — Chainsaw Man - Abby Trott como Nezuko Kamado — Kimetsu no Yaiba: Katanakaji no Sato-hen - Austin Tindle como Millions Knives — Trigun Stampede - Johnny Yong Bosch como Ichigo Kurosaki — Bleach: Sennen Kessen-hen - Ketsubetsu-tan - Lexi Nieto como Tomo Aizawa — Tomo-chan wa Onnanoko! - Marisa Duran como Sagiri Yamada Asaemon — Jigokuraku | Mejor Interpretación de Voz (Árabe) - Taleb Alrefai como Senku Ishigami — Dr. Stone (Temporada 1) - Basil Alrefai como Vegeta — Dragon Ball Super - Hiba Snobar como Anya Forger — Spy × Family (Temporada 1 Parte 1) - Mohammad Dal'o como Arataka Reigen — Mob Psycho 100 - Ra'fat Bazo como Son Goku — Dragon Ball Super - Rosie Yaziji como Rimuru Tempest — Tensei Shitara Slime Datta Ken (Temporada 1) |
| Mejor Interpretación de Voz (Alemán) - Franciska Friede como Chise Hatori — Mahō Tsukai no Yome - Emilia Raschewski como Suzume Iwato — Suzume - Franziska Trunte como Power — Chainsaw Man - Pascal Breuer como Arataka Reigen — Mob Psycho 100 III - Patrick Baehr como Gen Asagiri — Dr. Stone: New World - Patrick Keller como Akira Tendo — Zom 100: Zombie ni Naru made ni Shitai 100 no Koto | Mejor Interpretación de Voz (Francés) - Martial Le Minoux como Suguru Getō — Jujutsu Kaisen (Temporada 2) - Levanah Solomon como Suzume Iwato — Suzume - Lilly Caruso como Aqua — Kono Subarashii Sekai ni Shukufuku wo! - Martin Faliu como Aqua — Oshi no Ko - Yoan Sover como Gabimaru — Jigokuraku - Zina Khakhoulia como Power — Chainsaw Man |
| Mejor Interpretación de Voz (LATAM) - Emilio Treviño como Denji — Chainsaw Man - Armando Corona Ibarrola como Muichiro Tokito — Kimetsu no Yaiba: Katanakaji no Sato-hen - Gerardo Ortega como Mash Burnedead — Mashle - José Gilberto Vilchis como Satoru Gojō — Jujutsu Kaisen (Temporada 2) - Manuel Campuzano como Arataka Reigen — Mob Psycho 100 III - Nycolle González como Suzume Iwato — Suzume | Mejor Interpretación de Voz (España) - Joel Gómez Jimenez como Denji — Chainsaw Man - David Brau como Senku Ishigami — Dr. Stone: New World - David Flores como Dot Barrett — Mashle - Majo Montesinos Guzmán como Anya Forger — Spy × Family (Temporada 1 Parte 2) - María Luisa Marciel como Power — Chainsaw Man - Marta Moreno como Uta — One Piece Film: Red |
| Mejor Interpretación de Voz (Portugués) - Léo Rabelo como Satoru Gojō — Jujutsu Kaisen (Temporada 2) - Amanda Brigido como Tomo Aizawa — Tomo-chan wa Onnanoko! - Erick Bougleux como Kazuma Satō — Kono Subarashii Sekai ni Shukufuku wo!: Kurenai Densetsu - Guilherme Briggs como Brook — One Piece - Luisa Viotti como Makima — Chainsaw Man - Vágner Fagundes como Arataka Reigen — Mob Psycho 100 III | Mejor Interpretación de Voz (Italiano) - Mosè Singh como Denji — Chainsaw Man - Alessio De Filippis como Kirito — Sword Art Online Progressive: Scherzo of Deep Night - Benedetta Ponticelli como Makima — Chainsaw Man - Diego Baldoin como Takenori Akagi — The First Slam Dunk - Federica Simonelli como Uta — One Piece Film: Red - Max Di Benedetto como Boxxo — Jidōhanbaiki ni Umarekawatta Ore wa Meikyū ni Samayō |
| Fuente: | |

## Estadísticas

### Franquicias de anime con múltiples nominaciones
| Nominaciones | Franquicia de Anime                                |
| ------------ | -------------------------------------------------- |
| 25           | Chainsaw Man                                       |
| 17           | Jujutsu Kaisen                                     |
| 12           | Kimetsu no Yaiba                                   |
| 12           | Oshi no Ko                                         |
| 10           | Shingeki no Kyojin                                 |
| 10           | Bocchi the Rock!                                   |
| 8            | Jigokuraku                                         |
| 7            | Mob Psycho 100                                     |
| 7            | One Piece                                          |
| 7            | Spy × Family                                       |
| 6            | Suzume                                             |
| 6            | Zom 100: Zombie ni Naru made ni Shitai 100 no Koto |
| 5            | Tengoku Daimakyō                                   |
| 5            | Vinland Saga                                       |
| 4            | Mashle                                             |
| 3            | Buddy Daddies                                      |
| 3            | Dr. Stone                                          |
| 3            | Tomo-chan wa Onnanoko!                             |
| 3            | Trigun Stampede                                    |
| 2            | Mahō Tsukai no Yome                                |
| 2            | Bleach: Sennen Kessen-hen                          |
| 2            | Do It Yourself!!                                   |
| 2            | Dragon Ball Super                                  |
| 2            | The First Slam Dunk                                |
| 2            | Horimiya                                           |
| 2            | Kimi wa Hōkago Insomnia                            |
| 2            | Kono Subarashii Sekai ni Bakuen wo!                |
| 2            | Mobile Suit Gundam: The Witch from Mercury         |
| 2            | Watashi no Shiawase na Kekkon                      |
| 2            | Yamada-kun to Lv999 no Koi wo Suru                 |
| 2            | Ōsama Ranking                                      |
| 2            | Skip to Loafer                                     |

### Franquicias de anime con múltiples victorias
| Nominaciones | Franquicia de Anime |
| ------------ | ------------------- |
| 11           | Jujutsu Kaisen      |
| 6            | Chainsaw Man        |
| 3            | Kimetsu no Yaiba    |
| 2            | Shingeki no Kyojin  |
| 2            | One Piece           |
| 2            | Spy × Family        |